# Одайник-Самойленко Зоя Олександрівна
Зоя Олександрівна Одайник-Самойленко (нар. 31 грудня 1924, Київ — пом. 2 вересня 2002, Київ) — українська художниця, живописиця, Заслужений художник УРСР (1981), членкиня Національної спілки художників України.

## Біографія
Народилася 31 грудня 1924 року в Києві.
В 1941 році закінчила Художню школу імені Тараса Шевченка.
У роки німецько-радянської війни пройшла через концентраційний табір «Равенсбрюк».
У 1952 році Зоя Одайник-Самойленко закінчила Київський державний художній інститут за спеціальністю «художник-живописець».
У 1946—1952 рр. навчалася в Київському художньому інституті, де її викладачами були Сергій Григор'єв, Костянтин Єлева, Володимир Костецький, Сергій Ержиковський, Ілля Штільман.
Померла 2 вересня 2002 року. Похована в Києві на Байковому кладовищі.

## Нагороди
- Заслужений художник УРСР (1981).

## Родина
- Чоловік — Одайник Вадим Іванович (1925—1984), художник-живописець, Народний художник СРСР.
- Син — Сергій Вадимович Одайник (нар. 1949), художник-монументаліст, Заслужений художник України.
- Дочка — Одайник Оксана Вадимівна (нар. 1953), художниця-живописиця, Народний художник України.

## Творчість
Учасниця художніх виставок з 1954 року.
Зоя Одайник-Самойленко є авторкою численних жанрових полотен, портретів, пейзажів, натюрмортів. Твори художниці знаходяться у багатьох музеях України, Росії та приватних колекціях, в галереях «THE MATTEW GALLERY» і «THE CHAMBERS GALLERY» (Велика Британія), «KUSU» і «GEKOSO» (Японія), Канаді, Китаї, Італії, США.
Роботи Зої Одайник-Самойленко було закуплено у фонди Дирекції виставок Національної спілки художників України та Дирекції виставок Міністерства культури і мистецтва СРСР і України.

## Основні роботи
- «Червоні маки» (1957)[2]
- «В'їзд у Київ» (1957[3]
- «Над синім Пселом» (1959)[4]
- «Розмова у купе поїзда»[5]
- «Дівчата» (1962)[6]
- «Серьожа» (1962)[7]
- «Шахи» (1965)[8]
- «Дівчата. Полтавщина» (1965)[9]
- «Оксаночка» (1965)[10]
- «Черемшина» (1969)[11]
- «Осінь» (1981)[12]
- «Автопортрет» (1985)[13]
- «Дзвіночки» (1985)[14]
- «Український натюрморт» (1989)[15]
- «В саду» (1990)[16]